# Бо Годж
Бо Годж (англ. Bo Hodge; нар. 13 грудня 1981) — колишній американський тенісист.
Найвищу одиночну позицію світового рейтингу — 497 місце досяг 12 серпня 2002, парну — 439 місце — 26 листопада 2001 року.

## Титули ITF Ф'ючерс

### Одиночний розряд: (1)
| Ранг | Дата     | Турнір                 | Покриття | Суперник      | Рахунок  |
| ---- | -------- | ---------------------- | -------- | ------------- | -------- |
| 1.   | Чер 2002 | Ямайка F7, Монтего-Бей | Тверде   | Ендрю Коломбо | 6–4, 6–3 |

### Парний розряд: (4)
| Ранг | Дата     | Турнір                            | Покриття | Партнер       | Суперники                           | Рахунок          |
| ---- | -------- | --------------------------------- | -------- | ------------- | ----------------------------------- | ---------------- |
| 1.   | Лип 2001 | США F17A, Квог (Нью-Йорк)         | Ґрунт    | Майкл Селл    | Еван Остін Ендрю Коломбо            | 6–4, 6–4         |
| 2.   | Лип 2001 | США F17B, Піттсбург               | Ґрунт    | Ендрю Коломбо | Адріано Б'яселла Скотт Ліпскі       | 6–1, 6–7(6), 6–4 |
| 3.   | Вер 2001 | Мексика F6, Гвадалахара (Мексика) | Ґрунт    | Матіас Бекер  | Вікрант Чадга Ерік Нуньєз           | 6–2, 6–3         |
| 4.   | Вер 2001 | Мексика F7, Пуерто-Вальярта       | Тверде   | Матіас Бекер  | Луїс Фернандо Манріке Кіанткі Томас | 6–4, 7–6(3)      |